# 14. orožniški polk (Avstrijsko cesarstvo)
14. orožniški polk je bil polk avstrijskega orožništva.

## Zgodovina
Polk je bil ustanovljen 18. januarja 1850, pri čemer je bil zadolžen za področje Lombardije.
V sklopu reorganizacije, ki jo je 11. julija ukazal notranji minister in 8. avgusta 1860 nato še generalni inšpektor orožništva, je bil polk razpuščen.